# Darren Cann
Darren Cann (Torquay, 1969. január 22.–) angol nemzetközi labdarúgó-partbíró. Egyéb foglalkozása: professzionális partbíró. Teljes neve: Darren John Cann.

## Pályafutása

### Nemzeti partbíráskodás
Játékvezetésből 1991-ben vizsgázott. Ellenőreinek, sportvezetőinek javaslatára lett a Premiership asszisztense. A FIFA JB irányelvének megfelelően 1993-ban az elsők között lett asszisztens. 2001-2002-es bajnoki évben lett a Premier League asszisztense. Legismertebb Premier League és nemzetközi asszisztens. Közreműködött 2005-2006 évi FA-kupa, a 2007-es Szuper-kupa döntőben, az UEFA-bajnokok ligája döntőjében, a vb-döntőn. A nemzeti játékvezetéstől 2014-ben vonult vissza.

#### Nemzeti kupamérkőzések
Partbírói mérkőzéseinek száma döntőben: 2.

##### Challenge Kupa
Az angol JB elismerve szakmai felkészültségét, több alkalommal megbízta a döntő találkozó egyik partbírói feladatkörével.
| Időpont         | Helyszín                    | Mérkőzés típusa | Mérkőzés                     | Játékvezető | Eredmény | Nézők száma |
| --------------- | --------------------------- | --------------- | ---------------------------- | ----------- | -------- | ----------- |
| 2006. május 13. | Millennium Stadion, Cardiff | döntő           | Liverpool–West Ham United FC | Alan Wiley  | 3 : 3    | 71 140      |

##### Szuper-kupa
| Időpont            | Helyszín                | Mérkőzés típusa | Mérkőzés                     | Játékvezető | Eredmény | Nézők száma |
| ------------------ | ----------------------- | --------------- | ---------------------------- | ----------- | -------- | ----------- |
| 2007. augusztus 5. | Wembley Stadion, London | döntő           | Chelsea–Manchester United FC | Mark Halsey | 1 : 1    | 80 731      |

### Nemzetközi partbíráskodás
Az Angol labdarúgó-szövetség Játékvezető Bizottsága terjesztette fel nemzetközi partbírónak, a Nemzetközi Labdarúgó-szövetség (FIFA) 2005-től tartotta nyilván partbírói keretében. A FIFA JB központi nyelvei közül a angolt beszéli. Több nemzetek közötti válogatott és klubmérkőzésen szolgálta a labdarúgást partbíróként. Asszisztensként Michael Mullarkey társával egyedüli, aki az UEFA-bajnokok ligája döntőjén való  közreműködés  után világbajnoki döntőben is segédkezhetett. Az aktív nemzetközi játékvezetéstől 2014-ben a FIFA 45 éves korhatárát elérve búcsúzott. Nemzetközi mérkőzéseinek száma: 125.
| Időpont         | Helyszín                  | Mérkőzés típusa           | Játékvezető    | Mérkőzés        | Eredmény | Nézők száma |
| --------------- | ------------------------- | ------------------------- | -------------- | --------------- | -------- | ----------- |
| 2006. május 27. | NRGi Park Stadion, Aarhus | első válogatott mérkőzése | Dánia–Paraguay | Stephen Bennett | 1 – 1    | 20 047      |

#### Világbajnokság

##### U20-as labdarúgó-világbajnokság
Kanada rendezte 16., a 2007-es U20-as labdarúgó-világbajnokságot, ahol a FIFA JB Howard Webb játékvezető segítőjeként alkalmazta.
| Időpont          | Helyszín                         | Mérkőzés típusa             | Mérkőzés               | Eredmény | Nézők száma |
| ---------------- | -------------------------------- | --------------------------- | ---------------------- | -------- | ----------- |
| 2007. június 30. | Olimpiai Stadion, Montréal       | csoportmérkőzés (D csoport) | Lengyelország–Brazília | 1 : 0    | 55 800      |
| 2007. július 5.  | National Soccer Stadion, Toronto | csoportmérkőzés (C csoport) | Mexikó–Portugália      | 2 : 1    | 19 526      |
| 2007. július 8.  | Commonwealth Stadion, Edmonton   | csoportmérkőzés (A csoport) | Kanada–Kongó           | 0 : 2    | 32 058      |
| 2007. július 15. | Olimpiai Stadion, Montréal       | egyik negyeddöntő           | Chile–Nigéria          | 4 : 0    | 46 252      |
| 2007. július 18. | Commonwealth Stadion, Edmonton   | egyik elődöntő              | Ausztria–Csehország    | 0 : 2    | 28 401      |

##### U17-es labdarúgó-világbajnokság
Nigéria rendezte a 13., a 2009-es U17-es labdarúgó-világbajnokságot, ahol a FIFA JB bírói szolgálatra vette igénybe.
| Időpont           | Helyszín                      | Mérkőzés típusa             | Mérkőzés               | Eredmény | Nézők száma |
| ----------------- | ----------------------------- | --------------------------- | ---------------------- | -------- | ----------- |
| 2009. október 24. | Teslim Balogun Stadion, Lagos | csoportmérkőzés (B csoport) | Brazília–Japán         | 3 : 2    | 15 254      |
| 2009. október 28. | Nnamdi Azikiwe Stadion, Enugu | csoportmérkőzés (D csoport) | Új-Zéland–Burkina Faso | 1 : 1    | 10 195      |
| 2009. október 31. | U.J. Esuene Stadion, Calabar  | csoportmérkőzés (C csoport) | Gambia–Kolumbia        | 2 : 2    | 6 100       |
| 2009. november 9. | U.J. Esuene Stadion, Calabar  | egyik negyeddöntő           | Dél-Korea–Nigéria      | 1 : 3    | 9 100       |

---
A világbajnoki döntőhöz vezető úton Dél-Afrikába a XIX., a 2010-es labdarúgó-világbajnokságra illetve Brazíliába a XX., a 2014-es labdarúgó-világbajnokságra a FIFA JB partbíróként alkalmazta. Partbírói mérkőzéseinek száma világbajnokságon: 6, ebből egy a döntőben.
A FIFA 2010. február 5-én kijelölte a (június 11.-július 11.) közötti dél-afrikai világbajnokságon közreműködő harminc játékvezetőt, akik Kassai Viktor és 28 társa között ott lehetett a világtornán. Az érintettek március 2-6. között a Kanári-szigeteken részt vettek szemináriumon, ezt megelőzően február 26-án Zürichben orvosi vizsgálaton kellett megjelenniük. Az ellenőrző vizsgálatokon megfelelt az elvárásoknak, így a FIFA Játékvezető Bizottsága delegálta az utazó keretbe. Howard Webb játékvezető állandó segítője.

##### 2010-es labdarúgó-világbajnokság

###### Világbajnoki mérkőzés
csoportmérkőzés
| Időpont          | Helyszín                          | Mérkőzés típusa              | Mérkőzés                | Eredmény | Nézők száma |
| ---------------- | --------------------------------- | ---------------------------- | ----------------------- | -------- | ----------- |
| 2010. június 16. | Moses Mabhida Stadion, Durban     | csoportmérkőzés (H. csoport) | Spanyolország–Svájc     | 0 : 1    | 62 453      |
| 2010. június 24. | Ellis Park Stadion, Johannesburg  | csoportmérkőzés (F. csoport) | Szlovákia–Olaszország   | 3 : 2    | 53 412      |
| 2010. június 28. | Ellis Park Stadion, Johannesburg  | egyik nyolcaddöntő           | Brazília–Chile          | 3 : 0    | 54 096      |
| 2010. július 11. | Soccer City Stadion, Johannesburg | döntő                        | Hollandia–Spanyolország | 0 : 1    | 84 490      |

##### 2014-es labdarúgó-világbajnokság

###### Világbajnoki mérkőzés
A FIFA JB 2014. január 15-én bejelentette, hogy Howard Webb és segítői, az elmúlt világbajnokság játékvezetői közül egyetlenüliként részt vehetnek a 25 bíró csapat között a brazil világbajnokságon.
| Időpont          | Helyszín                         | Mérkőzés típusa              | Mérkőzés                  | Eredmény | Nézők száma |
| ---------------- | -------------------------------- | ---------------------------- | ------------------------- | -------- | ----------- |
| 2014. június 19. | Nemzeti Stadion, Brazíliaváros   | csoportmérkőzés (C. csoport) | Kolumbia–Elefántcsontpart | 2 – 1    | 68 748      |
| 2014. június 28. | Mineirão Stadion, Belo Horizonte | egyik nyolcaddöntő           | Brazília–Chile            | 1 – 1    | 57 714      |

#### Nemzetközi kupamérkőzések

##### UEFA Bajnokok Ligája
| Időpont         | Helyszín                          | Mérkőzés típusa | Mérkőzés                                   | Eredmény | Nézők száma |
| --------------- | --------------------------------- | --------------- | ------------------------------------------ | -------- | ----------- |
| 2010. május 22. | Santiago Bernabéu stadion, Madrid | döntő           | FC Bayern München–FC Internazionale Milano | 0 : 2    | 73 170      |

#### Konföderációs kupa
Brazília a 2013-as konföderációs kupát a világbajnokság szokásos főpróbáját rendezte, ahol a FIFA JB hivatalnokként foglalkoztatta.

##### 2013-as konföderációs kupa
| Időpont          | Helyszín                    | Mérkőzés típusa             | Mérkőzés                  | Eredmény | Nézők száma |
| ---------------- | --------------------------- | --------------------------- | ------------------------- | -------- | ----------- |
| 2013. június 19. | Castelão Stadion, Fortaleza | csoportmérkőzés (A csoport) | Brazília–Mexikó           | 2 – 0    | 50 791      |
| 2013. június 27. | Castelão Stadion, Fortaleza | egyik elődöntő              | Spanyolország–Olaszország | 0 – 0    | 56 083      |

## Szakmai sikerek
2011-ben a Profi Labdarúgók Szövetsége (PFA) a trió szakmai munkájának elismeréseként odaítélte a PFA Special Merit Award megtisztelő címet, amit játékvezetői csapat egyetlen alkalommal kapott. Az elismerő címben részesült Pelé, Sir Alex Ferguson, Sir Bobby Robson, mindhárman bekerültek a Limited (PGMOL) Hall of Fame, halhatatlanok közé.